# 비와 너와
《비와 너와》(일본어: 雨と君と 아메토 기미토[*])는 니카이도 코가 지은 일본의 만화다. 《주간 영 매거진》(코단샤)에서 2020년 38호부터 연재 중이다.

## 줄거리
후지는 혼자 사는 소설가. 어느 비오는 날 흠뻑 젖어 돌아오는 길에 골판지 상자에 들어가 버려져 있는 동물을 발견한다. 처음에 "개…인가?"라고 중얼거린 그녀에게, 스케치북을 사용한 필담으로 "개입니다", "기르기 쉽다"라고 주장한 개를 데리고 돌아가 "너"라고 불러 함께 살기 시작한다. 주위의 인간들은 다른 동물이라고 생각하는 일이 있지만, 후지는 잡종견이라고 소개하고 "너"도 그때마다 필담으로 개라고 호소한다.

## 등장인물
후지(藤)
성우 - 하야미 사오리
주인공, 소설가. 비오는 날 "너"를 줍는다. 비나 어두운 곳, 혼자 있는 것을 좋아하는 차분한 성격의 여성. 55화에서 성이 판명될 때까지 이름은 일절 밝혀지지 않고, 코단샤의 공식 페이지에서도 '언니'라고 표기되어 있다.
너
성우 - 무기호 안나
비오는 날 후지에게 주워진 자칭 '개'. 후지도 개라고 생각하지만 겉모습은 아무리 봐도 너구리다. 스케치북을 이용해 인간과 대화가 가능.
클라우제 에라 키이(クラウゼ・エラ・希依)
성우 - 유모토 유즈
후지를 너무 좋아하는 이웃집 소녀. 금발. 그녀도 "너"를 개라고 생각하고 있다. 어머니가 독일 사람이다.
키나코(きなこ)
클라우제 에라 키이의 집의 시바견. "너"에게는 공격적인 성격을 보여준다.
타츠오(辰雄)
성우 - 우에다 요지
후지의 아버지. 겉보기에는 강인하지만 실은 즐거운 성격의 요리사. "너"를 보자마자 "천사"라고 부르면서 귀여워한다. 벌레를 싫어하는 일면도 있다.
미치코(道子)
성우 - 소노자키 미에
후지의 어머니. 초면의 "너"를 "생각했던 것과 달라", "천사가 아닐까!"라고 평가하는 직설적인 성격의 여성. 아버지의 건강을 염려해 엄격한 칼로리 제한이나 금연을 요구하고 있다.
테루(テル)
성우 - 토야 키쿠노스케
후지의 쌍둥이 남동생. 누나를 꼭 닮았기 때문에 처음 만났을 때 "너"는 조금 혼란스러워한다. 이제 곧 첫 아이가 태어난다.
와코(ワコ)
성우 - 하나모리 유미리
테루의 아내.
미미(ミミ)
성우 - 카마쿠라 유나
후지의 고등학교 때부터의 친구.
렌(レン)
성우 - 사토 사토미
후지의 고등학교 때부터의 친구.
의사
성우 - 챠후린
근처의 동물병원의 선생님. "너"를 개가 아니라고 생각하고 있지만, 그것을 후지에게는 차마 전할 수 없다.
히우라(日浦)
성우 - 사카구치 슈헤이
아라타(アラタ)
성우 - 미야모토 유메

## 서지 정보
- 니카이도 코 《비와 너와》 코단샤 〈KC 디럭스〉, 기간8권(2025년 7월 4일 현재)
  1. 2021년 3월 5일 발매[2][書誌 1], ISBN 978-4-06-522583-7
  2. 2021년 9월 6일 발매[書誌 2], ISBN 978-4-06-524749-5
  3. 2022년 3월 4일 발매[書誌 3], ISBN 978-4-06-527052-3
  4. 2022년 9월 6일 발매[書誌 4], ISBN 978-4-06-529068-2
  5. 2023년 5월 8일 발매[書誌 5], ISBN 978-4-06-531378-7
  6. 2023년 12월 6일 발매[書誌 6], ISBN 978-4-06-533932-9
  7. 2024년 9월 5일 발매[書誌 7], ISBN 978-4-06-535820-7
  8. 2025년 7월 4일 발매[書誌 8], ISBN 978-4-06-540170-5

## TV 애니메이션
2025년 7월부터 TV 아사히 계열 'NUMAnimation' 등에서 방송 중이다.

### 스태프
- 원작 - 니카이도 코
- 감독 - 야마나시 토모히로
- 시리즈 구성 - 마치다 토우코
- 캐릭터 디자인 - 오오와다 아야노
- 애니멀 캐릭터 디자인 - 야타테 쿄
- 미술 감독 - 나카무라 노리후미
- 색채 설계 - 노보리 하루코
- 촬영 감독 - 코니시 요헤이
- 3D 감독 - 오가와 코헤이
- 편집 - 와타나베 치나미
- 음향 감독 - 요시다 코헤이
- 음향 효과 - 사이토 미치요
- 음향 제작 - INSPION 엣지
- 음악 - 이시즈카 레이
- 프로듀서 - 하야시 이쿠, 히노 료, 야마토 마사에, 쿠로스 노부히코, 이토 쇼타, 이와타 코키, 노베 노부야스, 오자와 후미히로, 마츠이 유코
- 애니메이션 프로듀서 - 시미즈 카나코
- 애니메이션 제작 - 레스프리
- 제작 - 비와 너와 제작위원회

### 주제가
비와(雨と)
스즈키 마미코에 의한 오프닝 테마. 작사는 스즈키 마미코, 작곡은 스즈키 마미코, ryo takahashi, 편곡은 ryo takahashi.
filled
스가와라 케이에 의한 엔딩 테마. 작사·작곡은 스가와라 케이, 편곡은 Naoki Itai.

### 에피소드 목록
| 화수  | 제목                       | 각본          | 그림 콘티         | 연출              | 작화 감독                                                                            | 총작화 감독            | 방송일         |
| ----- | -------------------------- | ------------- | ----------------- | ----------------- | ------------------------------------------------------------------------------------ | ---------------------- | -------------- |
| 제1화 | 雨模様 비가 내릴 듯한 날씨 | 마치다 토우코 | 야마나시 토모히로 | 야마나시 토모히로 | 사토 아야코 하시모토 카즈노리 醍醐甘郎 쿠마가팡이치 타테자키 히로시                  | 오오와다 아야노        | 2025년 7월 6일 |
| 제2화 | 西陽 석양                  | 마치다 토우코 | 타카츠 토모코     | 타카츠 토모코     | 허혜정 하츠타니 아야코 와타나베 노부히로 타테자키 히로시                             | 오오와다 아야노 허혜정 | 7월 13일       |
| 제3화 | 友達 친구                  | 요코테 미치코 | 에조에 히토미     | 에조에 히토미     | 나가타 후미히로 하츠타니 아야코 하시모토 카즈노리 김유선 이상진 이재민 이종만 호승진 | 오오와다 아야노        | 7월 20일       |

| TV 아사히 계열 NUMAnimation | TV 아사히 계열 NUMAnimation | TV 아사히 계열 NUMAnimation          |
| 이전 작품                   | 작품명                      | 다음 작품                            |
| --------------------------- | --------------------------- | ------------------------------------ |
| 소시민 시리즈(제2기)        | 비와 너와                   | 친구 여동생이 나한테만 짜증나게 군다 |